# Гиббс, Роберт
Роберт Лэйн Гиббс (англ. Robert Gibbs; 29 марта 1971, Оберн, штат Алабама, США) — пресс-секретарь Белого дома с 20 января 2009 года по 11 февраля 2011. Работал в качестве директора по связям с общественностью в комитете Демократической партии США по выборам в Сенат на протяжении четырёх избирательных кампаний. Гиббс был пресс-секретарём сенатора Джона Керри в его предвыборной кампании 2004 года, а также директором по связям с общественностью избирательной кампании Барака Обамы.
22 ноября 2008 года Гиббс был представлен пресс-секретарём администрации Обамы. Он вступил на эту должность 20 января 2009 года и провёл свой первый официальный брифинг 22 января 2009.
5 января 2011 года Роберт Гиббс заявил, что покинет Белый дом, чтобы стать внешним советником администрации. Он покинул должность 11 февраля 2011 года.

## Ранние годы и образование
Гиббс родился в Оберне, штат Алабама. Его родители, Нэнси и Роберт Колман Гиббс, работали в библиотеке университета в Оберне и с детства приучали его к политике. Детское прозвище Роберта Гиббса — «Бобби». Нэнси Гиббс водила маленького Роберта на собрания местной лиги избирательниц вместо того, чтобы оставлять его с няней, и показывала ему работу суда и избирательных участков. Гиббс учился в городских школах Оберна. В старших классах Гиббс играл на саксофоне в группе, был вратарём школьной футбольной команды и принимал участие в школьных политических дебатах. Гиббс учился в одном классе с писателем Эйсом Аткинсом, художником LEGO Эриком Харшбаргером и окончил школу в 1989 году. Роберт Гиббс поступил в Университет штата Северная Каролина, где с 1990 по 1992 год играл в университетской футбольной команде NC State Wolfpack на позиции вратаря. По окончании университета в 1993 году Гиббс получил диплом бакалавра искусств с отличием в области политологии.

## Карьера
Будучи студентом университета штата Северная Каролина, в 1991 году Гиббс стал помощником-стажёром конгрессмена Глена Браудэра по третьему избирательному округу Алабамы. Гиббс быстро поднялся по служебной лестнице и стал исполнительным помощником Браудэра в Вашингтоне. Гиббс вернулся в Алабаму в 1996 году для работы над неудавшейся в итоге предвыборной кампанией Браудэра. В 1997 году Гиббс работал пресс-секретарём конгрессмена Северной Каролины Боба Этриджа, а затем, в 1998 году, стал представителем сенатора Эрнеста Холлингса во время предвыборной кампании по выборам в Сенат. Гиббс участвовал в избирательных кампаниях двух других сенаторов и стал директором по связям с общественностью в комитете Демократической партии США по выборам в Сенат, после чего в 2004 году стал пресс-секретарём Джона Керри в его избирательной кампании по выборам президента США.

## Президентские выборы в США (2004)
В начале президентской кампании 2004 года, Гиббс был пресс-секретарём сенатора Джона Керри, кандидата в президенты США от демократической партии. 11 ноября 2003 года Роберт Гиббс подал в отставку в знак протеста против увольнения Джима Джордана, руководителя предвыборной кампании. Место Гиббса заняла Стефани Каттер, бывший пресс-секретарь Эдварда Кеннеди. После этого Роберт Гиббс стал представителем организации «Американцы за рабочие места, здравоохранение и прогрессивные ценности» (англ. Americans for Jobs, Health Care and Progressive Values) от поддерживавшего Керри политического движения 527. Эта организация организовала рекламную атаку против Говарда Дина, другого кандидата от демократов. За это Роберт Гиббс был подвергнут критике со стороны блогеров в феврале 2007 года, в ходе президентской кампании Барака Обамы.

## Советник Барака Обамы
В апреле 2004 года Гиббс присоединился к сенатской предвыборной кампании Барака Обамы. Роберт Гиббс поддерживал Обаму и помогал ему в карьерном росте. По данным New York Times, Гиббс был советником Обамы в политических вопросах, стратегии, связях с общественностью и провёл с Обамой больше времени, чем любой другой советник.

## Президентские выборы в США (2008)

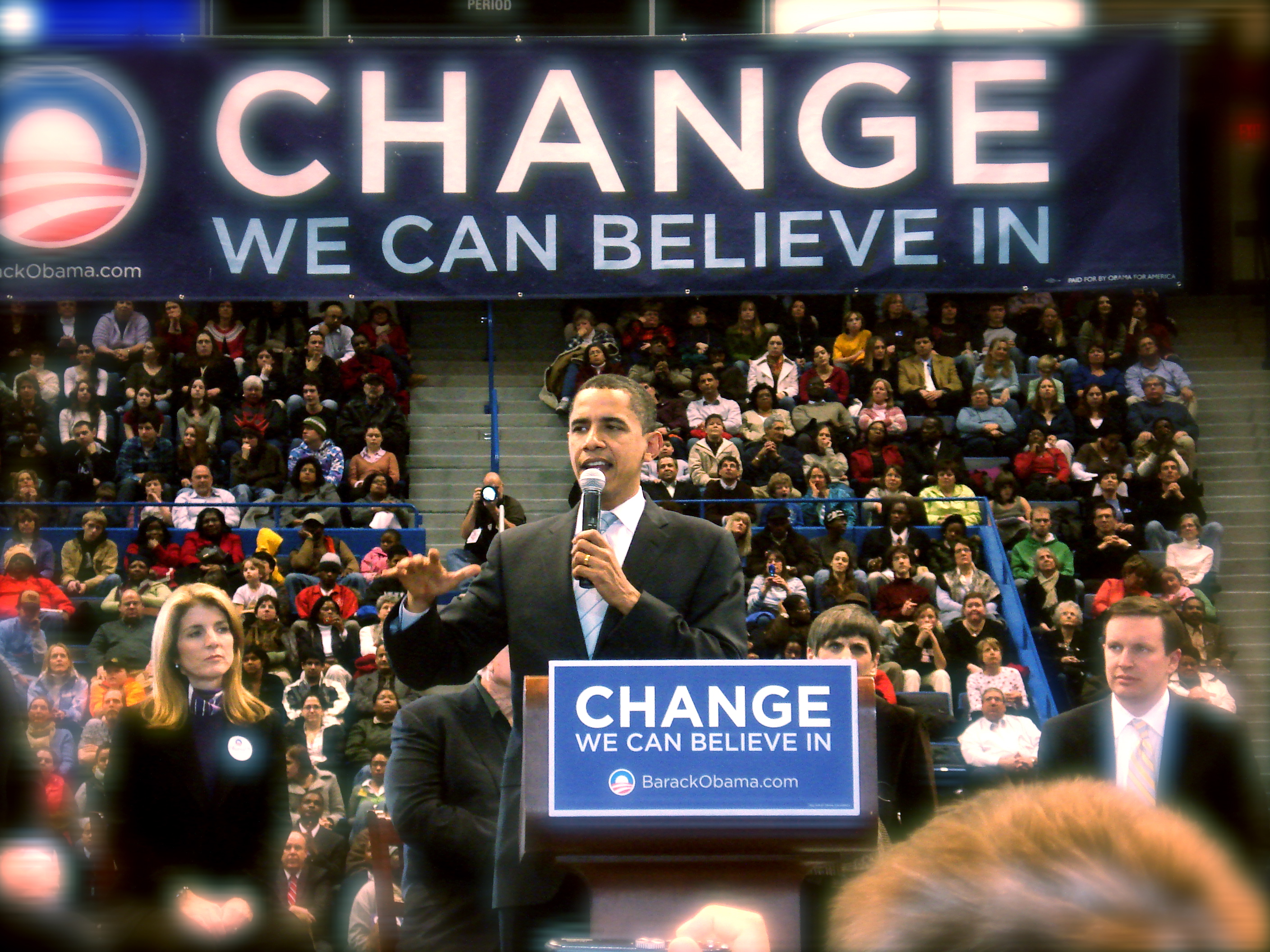
Барак Обама на митинге в Хартфорде, штат Коннектикут, 4 февраля 2008 года

Назначение Гиббса на пост директора по связям с общественностью вызвало возмущение некоторых критиков в Национальном комитете демократической партии, которые указывали на роль Гиббса в агрессивной кампании по блокированию выдвижения Говарда Дина на выборах 2004 года. Однако Обама отзывался о Гиббсе как о «человеке, в одиночку заменяющем южную фокус-группу» и считал его частью своей сплочённой команды, в которую входили стратег Дэвид Аксельрод, главный менеджер избирательной кампании Дэвид Плафф и директор по исследованиям Девора Адлер. Благодаря Гиббсу, который во время кампании практически не отходил от Обамы ни на шаг, последний смог завоевать симпатии белых избирателей, не потеряв при этом поддержки темнокожих. В роли директора по связям с общественностью Гиббс стал известен как «блюститель закона» за свои агрессивные методы быстрого реагирования на дезинформирующие тактики оппонентов. Роберт Гиббс взял на себя ответственность «за подготовку сообщений об избирательной кампании, обеспечение новостями в цикле 24/7, общение с прессой и отпор, когда он не согласен с журналистами». В частности, Гиббс переставал работать с журналистами, которые высказывались против Барака Обамы. В качестве главного посредника между Обамой и прессой, в начале 2007 года Гиббс боролся с оппозиционой тактикой Национального комитета республиканской партии.
Гиббс проводил политику быстрого реагирования на претензии консервативных новостных агентств, ставивших под сомнение религиозное воспитание Обамы. В ответ на мем «Обама — мусульманин», вызвавший эти претензии, Гиббс распространил информацию в других новостных каналах о том, что Обама никогда не был мусульманином. Одновременно Гиббс сказал: 

Эти вредоносные, безответственные обвинения в точности отражают ту политику, от которой американский народ устал.
Оригинальный текст (англ.)These malicious, irresponsible charges are precisely the kind of politics the American people have grown tired of.
— Phillips, Kate. Obama's Religion and Schooling (англ.) (Blog). The Caucus. The New York Times (24 января 2007). Дата обращения: 21 февраля 2011. Архивировано 12 мая 2012 года.
После выступления Джорджа Буша в израильском кнессете, заявившего, что с террористами и экстремистами нельзя проводить переговоры, Барак Обама принял утверждения о намерениях вести переговоры с экстремистами на свой счет. В ответ на упрёки в отношении внешней политики Обамы, основывающейся на международной дипломатии, Гиббс заявил, что комментарии Буша — это «удивительная» и «беспрецедентная атака на территории иностранного государства». Гиббс утверждал, что политика Буша основана на «ковбойской дипломатии», которая была дискредитирована министром обороны при администрации Буша, Робертом Гейтсом, и цитировал Гейтса:

Мы должны найти какие-либо рычаги давления, а потом садиться и разговаривать. Если произойдёт дискуссия, тогда им тоже будет что-то нужно. Мы не можем идти на переговоры и требовать чего-либо, если они не чувствуют, что им что-то нужно от нас.
Оригинальный текст (англ.)We need to figure out a way to develop some leverage ... and then sit down and talk...if there is going to be a discussion, then they need something, too. We can't go to a discussion and be completely the demander, with them not feeling that they need anything from us.
— Phillips, Kate. Bush's Remarks in Israel Rile Obama (англ.) (Blog). The Caucus. The New York Times (15 мая 2008). Дата обращения: 21 февраля 2011. Архивировано 12 мая 2012 года.
Руководители различных СМИ обвиняли Роберта Гиббса в «удержании журналистов в заложниках» во время первой встречи Обамы и Хиллари Клинтон после проведения праймериз демократической партии. Гиббс ответил:

В любом случае это не было попыткой кого-либо обмануть. Просто это было закрытое заседание.
Оригинальный текст (англ.)It wasn't an attempt to deceive in any way ... It was just private meetings.
— Budoff Brown, Carrie. Little shock in selection of Gibbs (англ.) (Blog). Politics '08. The Politico (6 ноября 2008). Дата обращения: 21 февраля 2011. Архивировано 12 мая 2012 года.

## Пресс-секретарь Белого Дома

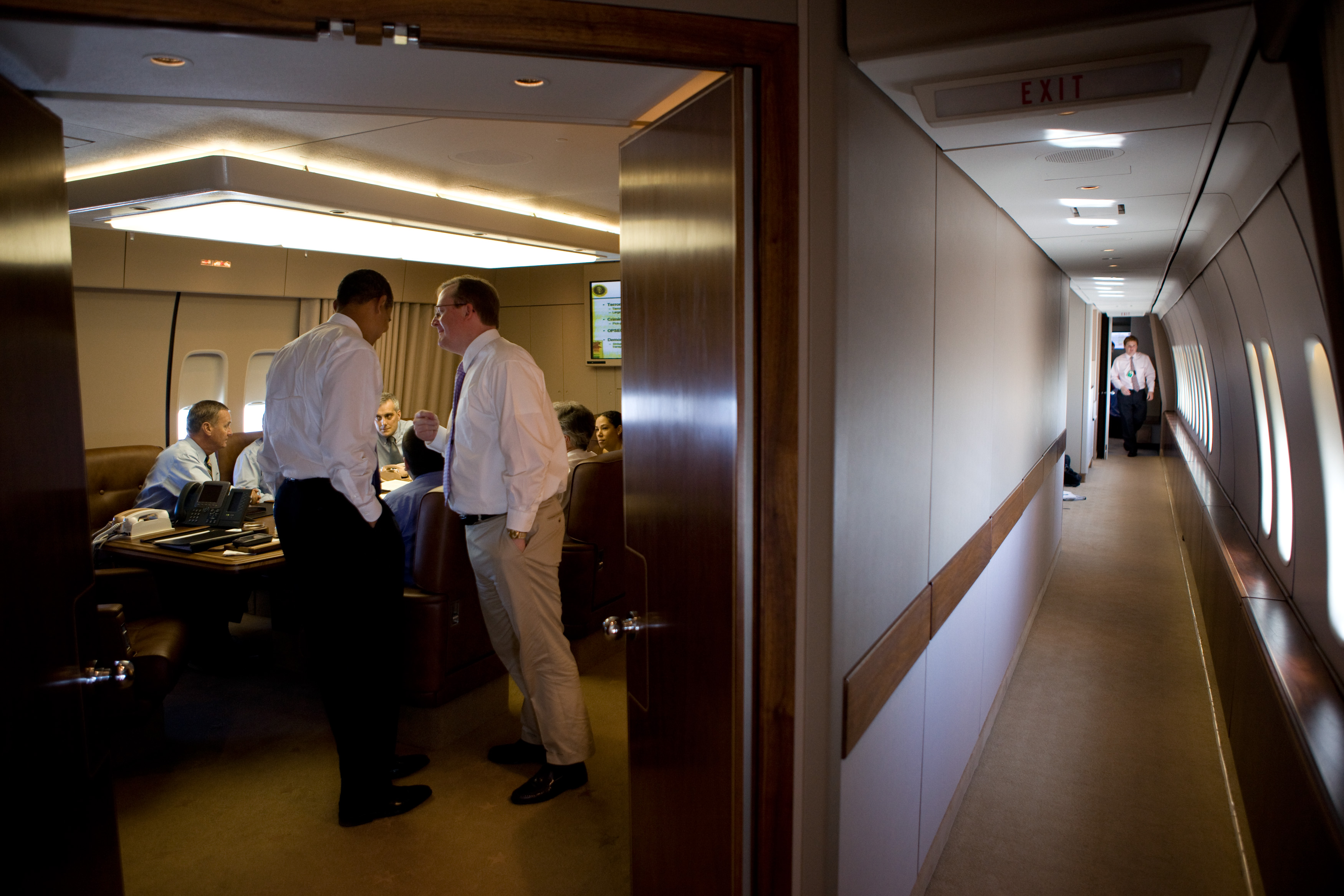
Барак Обама проводит совещание с пресс-секретарём Робертом Гиббсом на борту Air Force One, 8 июля 2009.

22 ноября 2008 года администрацией Барака Обамы было объявлено, что Гиббс займёт должность пресс-секретаря Белого Дома. Он вступил в эту должность 20 января 2009 года и провёл свой первый официальный брифинг 22 января 2009 года.
Гиббс неоднократно злил некоторых демократов, признавая, что республиканцы могли победить на выборах в Палату представителей в 2010 году.
В интервью Хилл, Гиббс высмеивал «профессиональных левых» и «либералов», которые «не будут удовлетворены, пока Деннис Кусинич не станет президентом». Он сказал, что люди, которые сравнивают политику Обамы и Джорджа Буша «должны быть протестированы на наркотическое опьянение».

## Личная жизнь
Гиббс состоит в браке с Мэри Кэтрин Гиббс (англ. Mary Catherine Gibbs), адвокатом, которая живёт в Александрии, штат Вирджиния с их сыном Итаном. Его родители живут в Апексе, штат Северная Каролина, где его мать Нэнси работает в библиотеке университета Дьюка. Гиббс является поклонником американского футбола и болеет за команду «Тигры Оберна».